# Eugène Goyheneche
Eugène Goyheneche Farnie ou Eugène Goihenetxe, né le 15 juin 1915 à Ustaritz et mort le 11 janvier 1989 dans la même ville, est un abertzale et historien français.

## Biographie
Eugène Goyheneche effectue sa scolarité primaire à Bayonne et ses études universitaires à l'École des chartes. Pionnier de l'abertzalisme en Pays basque nord, membre du PNV/EAJ (Parti nationaliste basque) depuis ses dix-sept ans jusqu'au terme de sa vie, et reconnu pour ses travaux historiques sur le Pays basque. Entre 1952 et 1958, il remplit les fonctions d'archiviste en Martinique, puis à Bordeaux et dans les Landes.
Eugène Goyheneche a véritablement révélé leur histoire aux Basques du nord de la Bidassoa dans ses innombrables articles et dans ses livres ou dans ses œuvres fondamentales: ses deux thèses universitaires  (publiées en 2012) et son ouvrage monumental intitulé Le Pays Basque,.
Eugène Goyheneche a été nommé docteur honoris causa de l'université du Pays basque et a reçu le prix Manuel-Lekuona en 1989 pour l'ensemble de ses travaux.
À Paris, Eugène Goyheneche crée et préside l'association des étudiants basques et participe aux activités basques (section Parisienne de l'Eskualzaleen Biltzarra). Il collabore dans presque toutes les publications scientifiques et culturelles du Pays basque: Gure Herria, BS-LAB, Yakintza, Herria, Revue internationale des études basques, Cuaderno de Sección de Historia-Geografía d'Eusko Ikaskuntza.

## Publications
- Acto de investidura como Doctores "Honoris Causa" de los Excmos, avec Pierre Lafitte, José María Lacarra, Manuel de Irujo. Leioa : Université du Pays basque (Euskal Herriko Unibertsitatea), 1982.
- Atsotitzak eta neurtitzak (Proverbes et poésies), par Arnauld Oihénart (Auteur), Patxi Altuna (Compilateur), Jose Antonio Mujika (Compilateur), Saint-Sébastien : Herri-Gogoa, 1971.
- Bayonne et la région bayonnaise du XIIe au XVe siècle : études d'histoire économique et sociale, Leioa : Université du Pays basque, 1990.
- Biarritz, avec M.-F. Chauvirey. Capbreton : D. Chabas, 1972.
- Historia de Iparralde desde los orígenes a nuestros días, Saint-Sébastien : Txertoa, 1985.
- Le Pays basque : Soule, Labourd, Basse-Navarre, Pau : Société nouvelle d'éditions régionales et de diffusion, 1979.
- Libre propos sur l'histoire du Pays basque, association Lauburu ; avant-propos de Michel Duvert. Saint-Sébastien : Elkar, 2010.
- Michel Labéguerie : conseiller général, sénateur, maire de Cambo, s.l. : s.n., 1980.
- Notre terre basque : notions de géographie, histoire et culture populaire, Bayonne : Ikas, 1961.
- Notre terre basque : notions de géographie, histoire et culture populaire, Pau : Société nouvelle d'éditions régionales et de diffusion, 1979.
- Onomastique du nord du Pays basque (XIe.-XVe. siècles), avec Xarles Videgain Castet. Bilbao : Euskaltzaindia, 2011.
- Sabino de Arana y Goiri : mesa redonda en torno a, avec M. Ugalde et al. Bilbao : Editorial Vizcaína, 1977.